# Alaksiej Lichaczeuski
Alaksiej Iharawicz Lichaczeuski (biał. Аляксей Ігаравіч Ліхачэўскі; ur. 28 czerwca 1990 w Brześciu) – białoruski szablista, srebrny medalista mistrzostw świata.
Podczas mistrzostw świata w Katanii w 2011 roku Białorusini w składzie: Dzmitryj Łapkies, Alaksandr Bujkiewicz, Waleryj Pryjomka i Alaksiej Lichaczeuski zdobyli drużynowo srebrny medal. Był też między innymi czwarty drużynowo na mistrzostwach świata w Paryżu w 2010 roku i mistrzostwach świata w Budapeszcie w 2013 roku.
Wystartował na igrzyskach olimpijskich w Londynie, gdzie drużynowo zajął siódme miejsce. Był to jego jedyny start olimpijski.